# Biegemaß

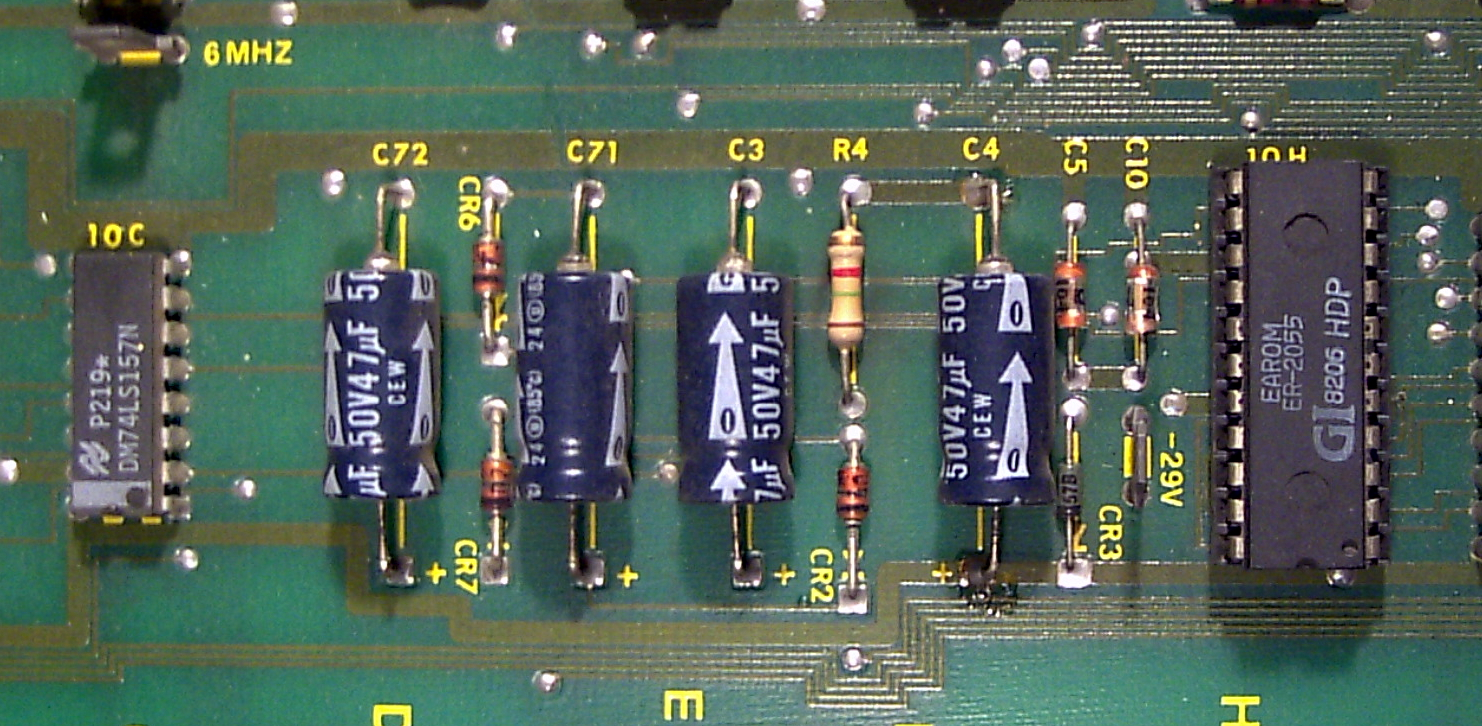
Leiterplatte

Das Biegemaß ist das Maß wie stark die Anschlussdrähte vom Bauelementen wie Widerstände, Kondensatoren oder Diode gebogen werden dürfen, ohne dass das Bauelement beispielsweise durch mechanische Spannung beschädigt wird.
Es bezeichnet das Abstandsmaß von Bohrungen in einer Leiterplatte. Dieses Maß ist die Vorlage für den kleinsten erlaubten Biegeradius der Anschlussdrähte in der Bauteilevorbereitung auf einem Automaten, wobei die Anschlüsse auf die richtige Länge gekürzt werden. Gleichzeitig ist auf den kleinsten Abstand zwischen Biegestelle und Bauelement zu achten.